# Isabeau Levito
Isabeau Levito (Filadelfia, 3 de marzo de 2007) es una deportista estadounidense que compite en patinaje artístico, en la modalidad individual. Ganó una medalla de plata en el Campeonato Mundial de Patinaje Artístico sobre Hielo de 2024.

## Palmarés internacional
| Campeonato Mundial | Campeonato Mundial | Campeonato Mundial | Campeonato Mundial |
| Año                | Lugar              | Medalla            | Categoría          |
| ------------------ | ------------------ | ------------------ | ------------------ |
| 2024               | Montreal (Canadá)  | Medalla de plata   | Individual         |